# Rumeni svišč
Rumeni svišč ali košutnik (znanstveno ime Gentiana lutea) je trajnica iz družine sviščevk.

## Opis
Rumeni svišč je zelnata trajnica, ki v višino doseže od 1 pa vse do 2 m in lahko doseže starost 60 let. Steblo je votlo in golo, na njem pa so navzkrižno nameščeni veliki ovalni in močno ožiljeni listi, ki so dolgi od 10 do 30 cm in široki od 4 do 12 cm. Cvetovi so rumeni, nameščeni v gostih snopih v zalistju nosilnih listov, v 3 do 7 vretencih. Rastlina prvič cveti po 4 do 8 letih. Korenika je kratka, iz nje pa poganjajo do 1 meter dolge sivo-rjave korenine. 
Uspeva v gorskih predelih srednje in južne Evrope, od Portugalske do male Azije. Običajno uspeva na nadmorskih višinah od 1300 do 1900 m, največkrat v skupinah. Najpogosteje uspeva na pašnikih, suhih rastiščih, negnojenih pokošenih travnikih, v svetlih travnatih smrekovih in borovih gozdovih na humusno bogati podlagi, ki mora biti dobro zračna. Za rast potrebuje dobro namočeno zemljo.

## Uporaba v tradicionalnem zdravilstvu
Korenika rumenega svišča se uporablja v zdravilne namene. Ima izrazit vonj in na začetku sladek okus, ki mu sledi dolgotrajen, zelo grenak okus. Korenina vsebuje od 5 do 8% sekoiridoidnih grenčin, med katerimi količinsko prevladuje gentiopikrozid (1 do 4%). Grenak okus je posledica vsebnosti amarogentina in gentiopicrina. Korenika vsebuje od 0,025 do 0,4% amarogentina, ki z grenkobnim številom 58 milijonov velja za najgrenkejšo poznano naravno spojino. V sledovih sta prisotni še grenčini svertiamarin in svertiozid. Količina grenčin in tudi njihova sestava je odvisna od letnega časa in nadmorske višine na kateri raste rastlina.
Izvlečke korenike v obliki tinkture ali poparka so v tradicionalni medicini uporabljali za številne bolezni. Za zniževanje vročine, zdravljenje malarije, pri prebavnih in želodčnih težavah, pri krčih, putiki, pa tudi kot protistrup pri ugrizih strupenih kač. 

Danes se pripravki iz korenin rumenega svišča uporabljajo predvsem pri pomanjkanju apetita in pri slabi prebavi z občutkom polnosti in napenjanjem.